# Impasse de la Planchette
Ne doit pas être confondu avec Ruelle de la Planchette.
L'impasse de la Planchette est une voie située dans le quartier des Arts-et-Métiers du 3e arrondissement de Paris.

## Situation et accès
Elle débute au no 324 rue Saint-Martin et se termine en impasse.
L'impasse de la Planchette est desservie par les lignes 4, 8 et 9 à la station Strasbourg — Saint-Denis.

## Origine du nom

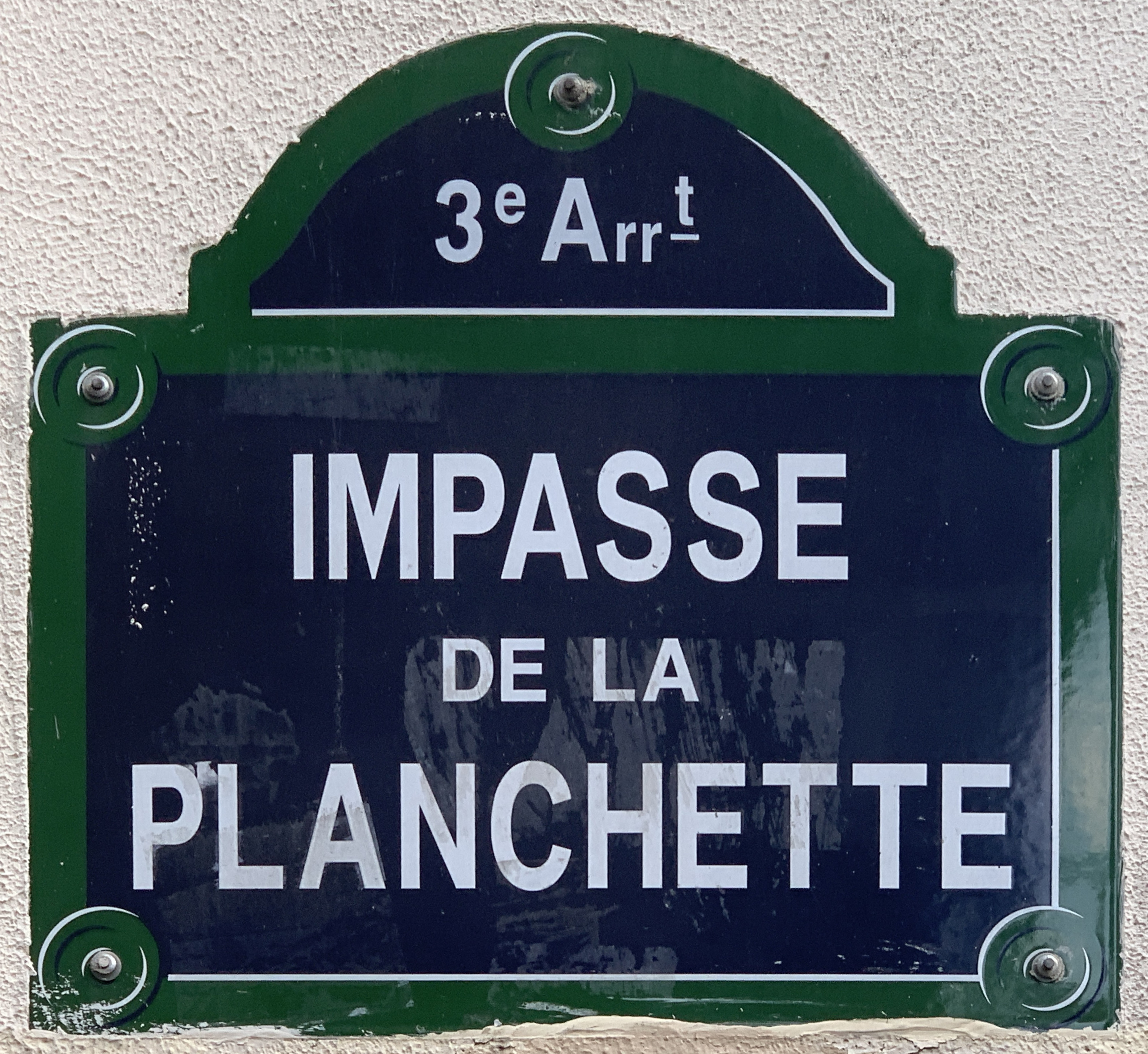
Plaque de l'impasse.

Selon l’historien Jacques Hillairet, le nom vient, soit d’une enseigne mentionnée en 1614, soit d’une passerelle franchissant le Grand Égout, à découvert à cet endroit.

## Historique
Voie présente sur les plans de Paris datant du XVIIe siècle, son nom proviendrait d'une enseigne ou d'un petit pont sur un égout. Selon Félix de Rochegude, la planchette était encore visible en 1822.
En 1410, le percement d’une rue devant relier la rue du Temple à la rue Saint-Martin fut projeté. Dans un compte de 1423, cité par l’historien Henri Sauval, il apparaît qu’un commencement d’exécution fut effectué. Elle fut ensuite complétée. Au début du XVIIIe siècle, le percement de la rue Meslay entraîna la suppression de la rue de la Planchette qui fut alors transformée en impasse.

## Bâtiments remarquables et lieux de mémoire
L’impasse occupe l’emplacement du premier cimetière de l’église Saint-Nicolas-des-Champs.
Au fond de l’impasse était l’hôtel du Plat d’Étain. Il jouxtait le bureau des Messageries royales d’où partit la malle-poste de l’affaire du courrier de Lyon.
Dans Les Misérables  de Victor Hugo (livre V, chapitre 2), Cosette accompagne Jean Valjean jusqu’à l’impasse de la Planchette.
L’impasse se termine par un portail monumental réalisé par l'architecte Paul Sédille, en 1873. Il donne accès à une cour entourée de bâtiments à usage commercial et industriel.